# Hella Hoffmann
Hella Hoffmann war Ende der 1920er Jahre eine deutsche Schönheitskönigin sowie Fotomodell.
Am 31. Dezember 1927 wurde sie in Berlin zur Miss Germany 1928 gekrönt. Anschließend machte sie Werbung für die US-Automobilfirma Nash Motors. Am 6. Juni 1928 nahm sie in Galveston (Texas) an der Wahl zur Miss Universe teil, belegte aber keinen Platz.